# Принц Карл (линейный корабль)
«Принц Карл» (швед. Prins Karl; Принц Карл) — парусный линейный корабль. После спуска на воду в 1758 году входил в состав шведского флота, принимал участие в русско-шведской войне 1788—90 годов. Был захвачен русскими моряками в Ревельском сражении в 1790 году и включен в состав русского флота. В его составе принял участие в Выборгском сражении, войнах второй и третей коалиции, русско-английской войне и Отечественной войне 1812 года. Разобран после 1813 года.

## История

### Строительство и шведский флот
Корабль был построен на верфи в Карлскруне под руководством Гилберта Шелдона и спущен на воду в 1758 году. Под шведским флагом принял участие в русско-шведской войне 1788—90 годов. 
Был захвачен русскими моряками в Ревельском сражении в 1790 году после того как понёс в бою большой урон — русским огнём были сбиты мачты, в экипаже насчитывалось 65 убитых и 11 раненых.

### Русский флот
Был включен в состав русского флота. 24 мая (4 июня) 1790 года в составе ревельской эскадры вышел в море. После встречи на следующий день с кронштадтской эскадрой, объединённый флот 29 мая (9 июня) вошёл в Выборгский залив, где «Принц Карл» в составе отряда бригадира П. И. Лежнева расположился на правом фланге между островами Рондо и Пейсари. В ночь на 22 июня (3 июля) отряд отразил атаку шведской гребной флотилии, а днём принял участие в Выборгском сражении. В ходе сражения обрубив якорные канаты, пошел на помощь эскадре И. А. Повалишина.
Далее принял участие в войнах второй и третей коалиции, русско-английской войне и Отечественной войне 1812 года.

## Командиры
Командирами корабля в русском флоте в разное время служили:
| - К. И. Гревенс (1790 год); - И. И. Лотырев (до 1 августа 1791 года); - В. И. Глебов (с 1 августа 1791 года); - А. А. Пекин (1792 год); - И. С. Палицын (1794 год); - Р. Р. Галл (1795 год); | - С. В. Бакеев (1797—1798 годы); - Ф. Р. Чаплин (1799 год); - П. А. Hебольсин (1800 год); - А. А. Огильви (1804—1805 годы); - А. А. Чеглоков (1808 год); - Д. В. Руднев (1810 год). |